# Вардуни, Шлемон
Шлемон Вардуни (24.04.1943 г., Батнай, Ирак) — вспомогательный епископ Патриархата Вавилона Халдейского с 12 января 2001 года, патриарший местоблюститель в 2003 году.

## Биография
Шлемон Вардуни родился 24 апреля 1943 года в городе Батнай, Ирак. После обучения в семинарии был рукоположён 29 июня 1968 года в священника.
12 января 2001 года Римский папа Иоанн Павел II назначил Шлемона Вардуни вспомогательным епископом Патриархата Вавилона Халдейского и титулярным епископом Анбара Халдейского. 16 февраля 2001 года Шлемон Вардуни был рукоположён в епископа.
В 2003 году Святейший Синод Халдейской католической церкви назначил Шлемона Вардуни патриаршим местоблюстителем.